# Duyên hải Oregon

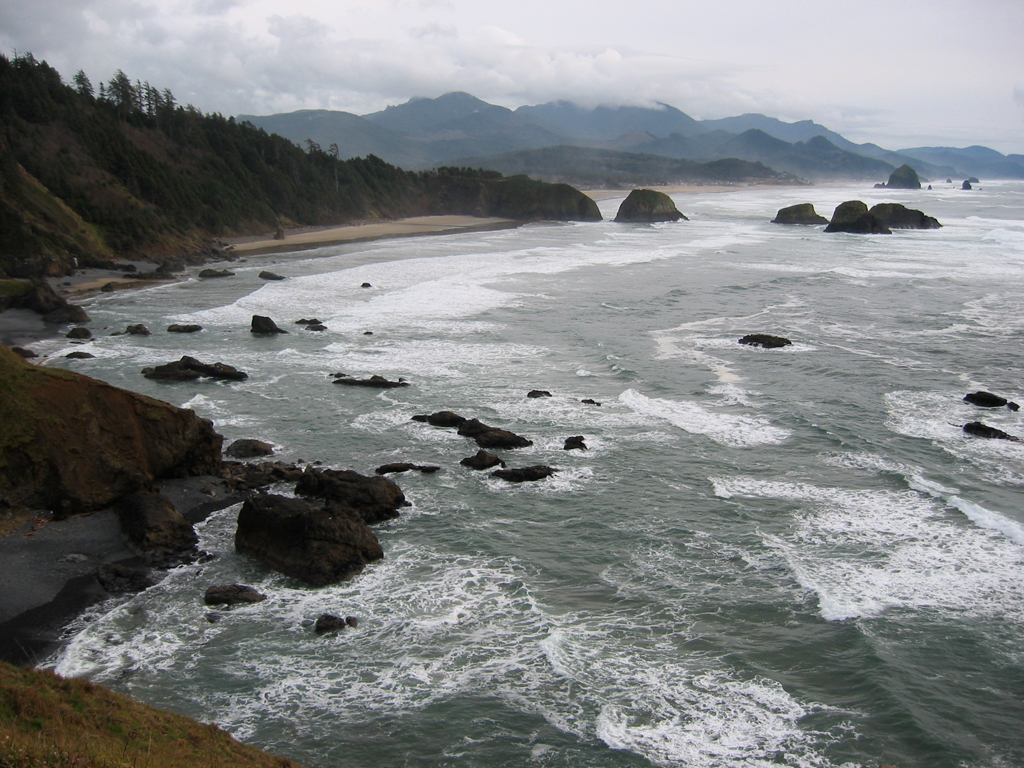
Duyên hải Bắc Oregon

Duyên hải Oregon là một thuật từ địa lý được dùng để diễn tả duyên hải của tiểu bang Oregon nằm dọc theo Thái Bình Dương. Kéo dài 362 dặm Anh (583 km) từ thành phố Astoria đến ranh giới California, Duyên hải Oregon đặc biệt ở chỗ là toàn thể duyên hải là đất công. Luật Oregon cấm sở hữu riêng đất dọc duyên hải.
Duyên hải Oregon thường được xếp thành 3 vùng:
- Bắc Duyên hải từ ranh giới bang Washington ở Astoria đến Lincoln City
- Trung Duyên hải từ Lincoln City đến Reedsport
- Nam Duyên hải từ Reedsport đến ranh giới California, ngay phía nam Brookings.

Không có thành phố lớn nằm trên duyên hải, chính yếu là vì thiếu các cảng sâu nối liền với các khu vực nông nghiệp nội địa. Khu đô thị lớn nhất gồm có các thành phố giáp ranh Coos Bay và North Bend ở Nam Duyên hải; khu vực này có dân số khoảng chừng 25.000 người.2 Vì tính tương đối cô lập với những trung tâm dân số lớn lân cận nên duyên hải nổi bật là vùng đất có cái vẻ mộc mạc, là sự kết hợp giữa những thị trấn lâm nghiệp, những làng đánh cá, những nơi nghỉ mát theo mùa, và những nơi chốn dành cho các họa sĩ. Du lịch và lâm nghiệp là hai ngành kỹ nghệ chính trên duyên hải. Tính đại chúng của vùng duyên hải kết hợp với việc chỉ có một xa lộ liên tục duy nhất dọc theo duyên hải (Quốc lộ Hoa Kỳ 101) đã làm cho lưu thông dọc duyên hải trở thành lưu thông du lịch tồi tệ nhất tại Hoa Kỳ.

## Địa lý

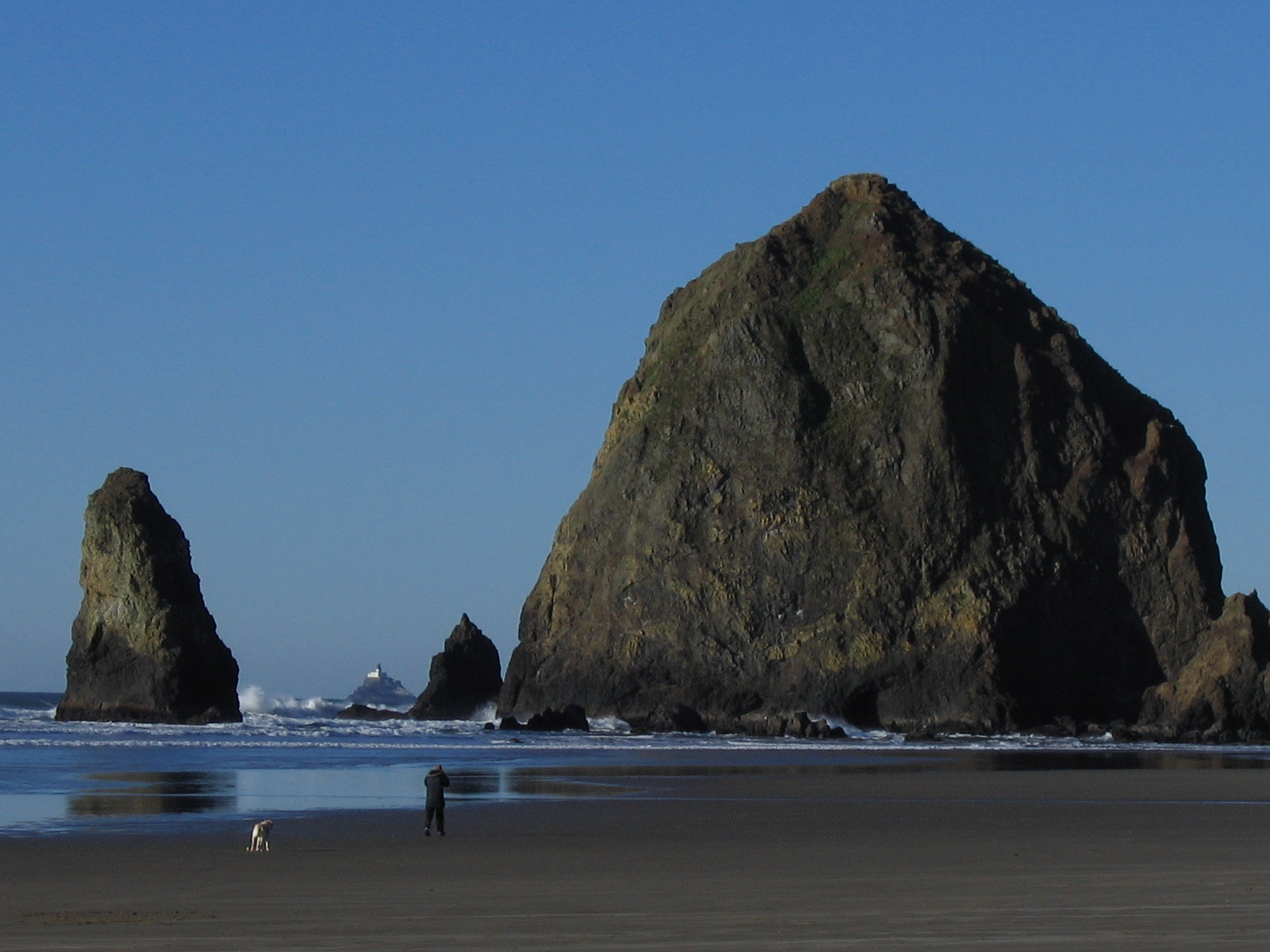
Bãi biển Cannon, Duyên hải Oregon

Duyên hải Oregon được biết với các vách đá và bãi đá. Có một số bãi biển cát tự nhiên. Nhiều bãi cát có thể được thấy ở các vịnh nhỏ hay gần đê chắn sóng và cầu tàu. Dãy núi Duyên hải Oregon nằm cách bờ biển vài dặm Anh tại nhiều nơi. Vì bị xâm thực dài hạng nên duyên hải được biết đến với nhiều hình thể đá rất lớn nhô lên trong đại dương ở nhiều nơi. Có nhiều khu vực lớn có đụn cát trên duyên hải miền trung, nổi bật là Khu giải trí Quốc gia Đụn cát Oregon. Khu vực xung quanh dọc theo duyên hải phần lớn là rừng mưa ôn đới.
Bờ biển bị cắt đoạn bởi 22 cửa sông nơi các con sông trong nội địa bắt nguồn từ Dãy núi Duyên hải, Dãy núi Klamath, hoặc Dãy núi Cascade gặp Thái Bình Dương. Các cộng đồng duyên hải tập trung quanh các cửa sông. Các cửa sông càng lớn thì cơ hội làm việc trong ngành đánh cá và vận tải càng lớn.
Từ bắc đến nam, các cửa sông chính của Bắc Duyên hải là Sông Columbia, Sông Necanicum, Vịnh Nehalem, Vịnh Tillamook, Vịnh Netarts, Hồ Cát, Vịnh Nestucca, và Sông Salmon. Các cửa sông của Trung Duyên hải là Sông Siletz, Vịnh Depoe, Vịnh Yaquina, Vịnh Alsea, Sông Siuslaw, và Sông Umpqua. Các cửa sông của Nam Duyên hải là Vịnh Coos, Sông Coquille, Sông Sixes, Sông Elk, Sông Rogue, Sông Pistol, Sông Chetco, và Sông Winchuck.

## Sinh thái

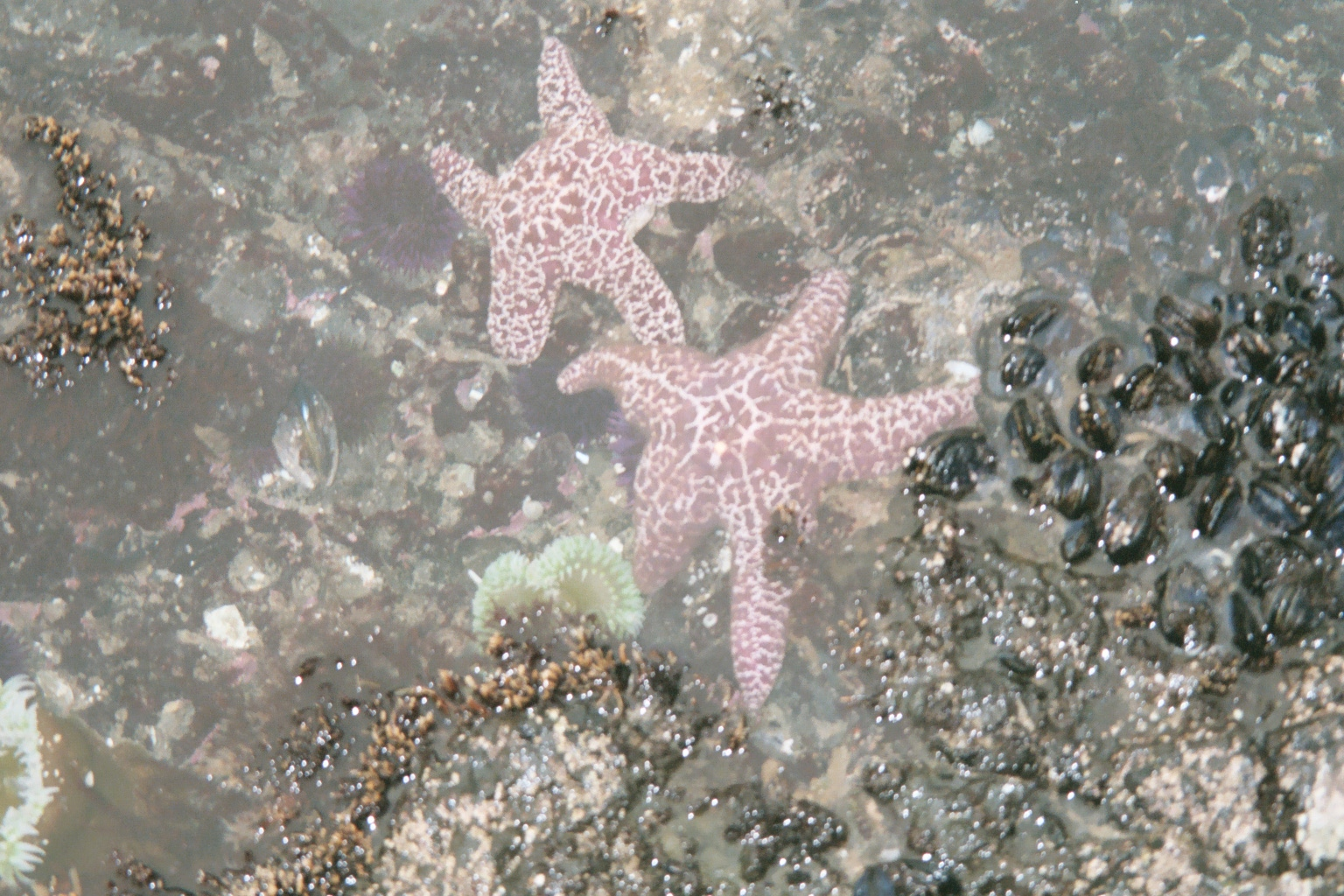
Sao biển trong một vũng nước biển ở Đồi Strawberry.

Duyên hải Oregon là một vùng phong phú với hàng trăm loài động thực vật. Duyên hải Oregon có Khu bảo tồn Hoang dã Quốc gia Duyên hải Oregon mà gồm có sáu Khu Bảo tồn Hoang dã Quốc gia chạy dài 371 dặm Anh.
Một số loài bò sát sống trong Duyên hải Oregon. Có một số đa dạng các các loài vật chân có vây dọc theo duyên hải như Sư tử biển California trên Nam Duyên hải và Sư tử biển Steller suốt duyên hải cũng như Hải cẩu Voi miền Bắc và Hải cẩu Bến tàu. Hang động Sư tử biển gần Florence, và Bến cảng Newport trong Vịnh Yaquina là những nơi tốt nhất để xem các loài vật chân vây mặc dù cũng có thể quan sát chúng ở nhiều nơi khác. Cá voi cũng có thể nhìn thấy trong khu vực, đặc biệt trong mùa di cư cuối tháng 12 và cuối tháng 3. Trong một số loài cá voi đi qua khu vực này là Cá voi xám, cá voi Orca, và cá voi lưng bướu. Cá heo Harbor cũng thường thấy.
Nhiều loại đa dạng chim làm nhà tại Duyên hải Oregon. Chim dọc theo Duyên hải Oregon có thể được xếp thành 4 nhóm: 
- Chim biển: sống phần lớn cuộc đời của chúng ở biển và thích nghi với cuộc sống của đại dương. Có loài thậm chí ngũ trên mặt nước mặc dù tất cả phải trở về đất để đẻ trứng. Thức ăn của chúng gồm phần lớn là cá nhỏ, mực, sò ốc, và cua tôm. Các loài chim biển gồm có Common Murre, Tufted Puffin, Marbled Murrelet, American Black Oystercatcher, Auklet, nhiều loại chim cốc, và Mòng biển miền tây.
- Chim bờ biển: không giống chim biển, chúng không có chân có màng và sống trên bờ biển tìm thức ăn như trùng, côn trùng, tôm tích, động vật thân mềm, tôm cua. Trong số các loài chim bờ biển là Western Sandpiper và Least Sandpiper, Dunlin, Whimbrel, Semipalmated Plover và Kentish Plover, và Killdeer.
- Nhiều loại chim ăn thịt sống trên duyên hải, ăn các loài chim nhỏ, chuột, và các loài bò sát nhỏ. Các loài chim này gồm có Đại bàng hói, Cú Barn, và Ưng biển.
- Chim sống trên mặt nước cũng làm nhà trong những khu vực nước ngọt khắp duyên hải. Chúng gồm có nhiều loại vịt và nguỗng trong khu vực.[5]

Các trũng nước biển thì độc đáo, gồm có các hệ sinh thái phong phú trong Duyên hải Oregon. Tảo đỏ, tảo xanh, và tảo nâu dễ tìm thấy trong các trũng nước biển. Cũng có một số loài vật không xương sống. Chúng gồm có sea sponge, sea anemones, ngao sò, sao biển, limpets, cua, tôm, động vật chân tơ, nhím biển, và Hải sâm. Công viên Tiểu bang Vịnh Sunset gần Vịnh Coos, và Đồi Strawberry gần Seal Rock là những nơi có nhiều trũng nước biển.
Nhiều loài thực vật sống quanh khu vực Duyên hải Oregon. Vì có nhiều yếu tố thuận lợi cho việc sinh sản nên Dâu tây Duyên hải và Silverweed Thái Bình Dương là những thực vật phổ biến nhất trên các bãi biển và đụn cát. Rừng, đầm lầy, và cánh đồng cỏ quanh duyên hải là nơi sinh sống của nhiều loài cây cỏ, cỏ bụi, và hoa.

## Du lịch
Đi bộ đường dài, câu cá, đi xe đạp, thả diều, bơi lặn, lướt sóng, lướt cát và đi thuyền là trong số các hoạt động thu hút mọi người đến Duyên hải Oregon. Trong số những nơi thu hút du khách nhất là Hồ cá Duyên hải Oregon tại Newport, Đồn Clatsop gần Astoria, các khu mua sắm có tên "Phố Cổ" tại một số thành phố (gồm có Florence và Newport) và 7 hải đăng nằm dọc theo bờ biển. Quốc lộ Hoa Kỳ 101, xa lộ chính dọc theo duyên hải, chạy qua nhiều cây cầu lịch sử nổi tiếng. Nhiều trong số những cây cầu này là do Conde McCullough thiết kế. Có nhiều cảnh vật tự nhiên hấp dẫn du khách, gồm có hang động dưới biển và những điểm quan sát từ trên cao như Devils Churn. Lưu thông dọc theo duyên hải được xem là con đường du lịch tồi tệ nhất tại Hoa Kỳ.

## Khoảng cách đường xe

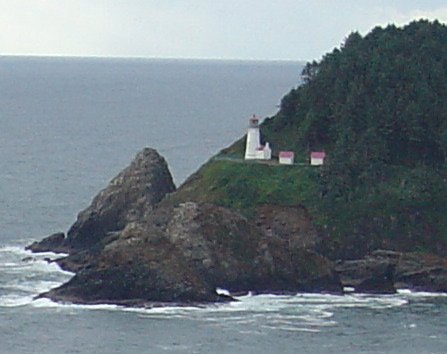
Hải đăng Heceta Head, một nơi thu hút du khách gần Florence.

- Astoria đến Seaside – 17 dặm Anh (27 km)
- Seaside đến Cannon Beach – 9 dặm Anh (14 km)
- Cannon Beach đến Nehalem Bay – 21 dặm Anh (34 km)
- Nehalem Bay đến Rockaway Beach – 1 dặm Anh (1.6 km)
- Rockaway Beach đến Tillamook – 15 dặm Anh (24 km)
- Tillamook đến Lincoln City – 44 dặm Anh (71 km)
- Lincoln City đến Depoe Bay – 13 dặm Anh (21 km)
- Depoe Bay đến Newport – 13 dặm Anh (21 km)
- Newport đến Waldport – 16 dặm Anh (26 km)
- Waldport đến Yachats – 9 dặm Anh (14.5 km)
- Yachats đến Florence – 26 dặm Anh (42 km)
- Florence đến Reedsport – 21 dặm Anh (34 km)
- Reedsport đến Winchester Bay – 5 dặm Anh (8 km)
- Winchester Bay đến Coos Bay/North Bend – 23 dặm Anh (37 km)
- Coos Bay/North Bend đến Bandon – 24 dặm Anh (38.6 km)
- Bandon to Port Orford – 27 dặm Anh (43.5 km)
- Port Orford đến Gold Beach – 28 dặm Anh (45 km)
- Gold Beach đến Brookings – 29 dặm Anh (46.7 km)